# 16129 Кевінгао
16129 Кевінгао (16129 Kevingao) — астероїд головного поясу, відкритий 7 грудня 1999 року.
Тіссеранів параметр щодо Юпітера — 3,552.